# Rue Dupuytren
La rue Dupuytren est une voie située dans le quartier de l'Odéon du 6e arrondissement de Paris. 

## Situation et accès
Longue d'une cinquantaine de mètres, elle commence rue de l'École-de-Médecine et donne dans la rue Monsieur-le-Prince. Elle se trouve dans la zone historique du Quartier Latin. 
La rue Dupuytren est desservie par les lignes 4 et 10 à la station Odéon.

## Origine du nom
Elle porte le nom de l'anatomiste et chirurgien français Guillaume Dupuytren (1777-1835).

## Historique
La « rue de Touraine » est ouverte en 1673 sur les terrains de l'hôtel de Touraine légué par l'abbé de Rancé à l'Hôtel-Dieu de Paris. Elle est ouverte dans l'axe la rue du Paon-Saint-André, voie disparue lors du percement du boulevard Saint-Germain, qui reliait à l'origine la rue du Jardinet et la rue des Cordeliers (aujourd'hui rue de l'École-de-Médecine).
La confusion avec l'odonyme « rue de Turenne » se rencontre, et c'est ainsi qu'elle est dénommé « rue de Turenne » sur le plan de Jean de La Caille de 1714, puis « rue Neuve de Thurenne ». Elle est devenue « rue de Touraine-Saint-André » pour la distinguer de la « rue de Touraine-au-Marais » (actuelle rue de Saintonge).
Elle prend sa dénomination actuelle par décret du 9 avril 1851.
Pendant la Commune de Paris, le 12 mai 1871, une école de dessin pour filles, survivance des écoles payantes ouvertes par Élisa Lemonnier de la fin du Second Empire est rouverte gratuitement dans la rue. L'établissement avait été dirigé par Rosa Bonheur.

## Bâtiments remarquables et lieux de mémoire
Armande Béjart y a vécu de 1689 à sa mort en 1700.
Au no 8 se trouvait le premier emplacement de la librairie Shakespeare and Company, entre 1919 et 1921.

### Évocation littéraire
Dans le roman de Laurence Cossé Au bon roman (2009), la librairie fictive homonyme qui est au centre de l'intrigue est située rue Dupuytren. Cette rue est choisie par les protagonistes en raison de sa situation dans le cœur intellectuel et culturel de Paris.